# Nick Gillard

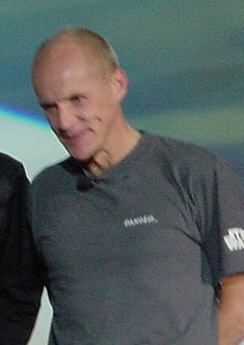
Nick Gillard (2002)

Nick Gillard (* 31. März 1959 in Brighton, England) ist ein britischer Stuntman und Stunt-Koordinator. Bekanntheit erlangte er vor allem als Choreograph der Lichtschwert-Kämpfe in den Star Wars Prequels während der Jahre 1999 bis 2005.

## Leben
Im Alter von zwölf Jahren verließ Gillard die Militärschule, die er besuchte, und schloss sich dem Zirkus an. Dort kam er erstmals mit seinem späteren Beruf als Stuntman in Kontakt, indem er als Pferde-Artist seinen Lebensunterhalt verdiente. Vier Jahre später wurden bei einer Aufführung des Moskauer Staatszirkus die Macher des Films „Der Dieb von Bagdad“, der 1978 in den Kinos anlief, auf den jungen Stuntman aufmerksam und banden ihn in die Produktion ein. Später verließ Nick Gillard den Zirkus vollständig zugunsten einer Karriere beim Film. 
Bereits in den ersten drei Teilen der Star Wars Saga wirkte Gillard in beratender Funktion mit, so beispielsweise auch bei dem Lichtschwert-Duell zwischen Darth Vader und Obi-Wan Kenobi. In dem Film „Die Rückkehr der Jedi-Ritter“ (1983) wurde er entgegen der herrschenden Meinung zwar nicht als Stunt-Double Mark Hamills eingesetzt, war jedoch erneut beratend am Set anwesend. 
In den Jahren 1999 – 2005 war Gillard schließlich hauptverantwortlicher Stunt-Koordinator und Choreograph in den Star Wars Prequels und prägte durch sein Wirken den charakteristischen Lichtschwert-Kampf in „Die Dunkle Bedrohung“ (1999), „Angriff der Klonkrieger“ (2002) und „Die Rache der Sith“ (2005).
Gillard hält darüber hinaus verschiedene Weltrekorde, beispielsweise für einen Sprung mit einem Power-Boot über eine Distanz von 200 Fuß im Film "Verfluchtes Amsterdam", oder für einen zweiminütigen Feuerstunt, in dem Gillard keine Möglichkeit hatte zu atmen, den er für den Film "Alien 3" machte.

## Filmografie (Auswahl)

### Als Stuntman / Stunt-Koordinator
- 1977: Star Wars: Eine Neue Hoffnung
- 1977: James Bond 007 – Der Spion, der mich liebte
- 1983: Krull
- 1986: Labyrinth
- 1988: Willow
- 1989: Indiana Jones und der letzte Kreuzzug
- 1991: Robin Hood – König der Diebe
- 1992: Alien 3
- 1992: 1492: Conquest of Paradise
- 1995: Rob Roy
- 1995: Waterworld
- 1995: James Bond 007 – GoldenEye
- 1999: Star Wars: Episode I – Die dunkle Bedrohung
- 1999: Sleepy Hollow
- 2002: Star Wars: Episode II – Angriff der Klonkrieger
- 2005: Star Wars: Episode III – Die Rache der Sith
- 2008: Wanted

### Als Schauspieler
- 1981: Jäger des verlorenen Schatzes (Deutscher Soldat)
- 1989: Indiana Jones und der letzte Kreuzzug (Panzerführer, der vom Periskop getroffen wird)
- 2005: Star Wars: Episode III – Die Rache der Sith (Cin Drallig)

## Trivia
In Star Wars: Episode III – Die Rache der Sith war Gillard als Hologramm in der Rolle des Jedi-Meisters Cin Drallig („Nick Gillard“ rückwärts gelesen) zu sehen.